# ابوالفتح ناصر دیلمی
ابوالفتح ناصر بن حسن بن محمد دیلمی (متوفی ۴۴۴ ق، ۱۰۵۲ م) روحانی، سیاستمدار و امام زیدی بود. او پس از ناکامی در دیلم، به یمن سفر کرد و توانست سراسر یمن را تحت کنترل خود درآورد ولی پس از آن شکست خورد و نهایتاً به قتل رسید.
در خصوص ابتدای زندگی وی اطلاع زیادی موجود نیست. گفته شده در ۴۳۰ هجری قمری دعوت خود را در دیلم اعلان کرد. در ۴۳۷ قمری به البون یمن رفت و مردم را به قیام دعوت کرد تا قوانین کتاب و سنت و شرع را به پا دارد. با کشتار و خرابی فراوان، صعده را تسخیر کرد. مدتی بر یمن حکومت کرد تا با ظهور صلیحیان قدرتش افول کرد و از شهری به شهر دیگر فراری بود و کل یمن را از دست داد و خود او به همراه یارانش در نبردی در شهر عنس به قتل رسید.
از وی آثاری باقی‌مانده که مهم‌ترین آنها تفسیری بر قرآن به نام البرهان فی تفسیر القرآن است که در کتابخانه‌های صنعا و برلین نگهداری می‌شود.

## نام و تبار
منابع گوناگون نام و نسب دیلمی را به اقوال گوناگون ثبت کرده‌اند؛ برخی نسب او را به حسن و برخی دیگر به حسین بن علی رسانده‌اند. همچنین نام او را به صورت‌های «ناصر بن حسن بن محمد»، «حسین بن ناصر» یا «ابوالفتح بن ناصر» آورده‌اند. به «الناصر لدین‌الله» ملقب بود و خاندانش برای چندین نسل در شهر ابهر شناخته شده بودند. ظاهراً نخستین فرد مهاجر از اجداد ابوالفتح که به ابهر رفته، «ابوعلی محمد بن عبدالله بن احمد» نام داشت. ویلفرد مادلونگ در ایرانیکا نسب او را به صورت «ناصر بن محمد بن عیسی بن محمد بن عبدالله بن احمد بن عبدالله بن علی بن حسن بن زید بن حسن بن علی بن ابی طالب» شناسایی کرده است.

## زندگی‌نامه
از سال تولد ابوالفتح دیلمی اطلاعی به جای نمانده است و اطلاعات محدودی دربارهٔ دوران نخست زندگی او در دیلم (حوالی گیلان امروزی) باقی است. ابوالفتح در زادگاهش، دیلم، نزد عالمان زیدی تحصیل کرد. او در ۴۳۰ هجری قمری، در دیلم «دعوت» خویش را آشکار کرد ولی از چند و چون این دعوت و فعالیت‌های وی چیزی باقی نمانده است. ظاهراً قیام ابوالفتح با شکست مواجه شد و این اتفاق موجب مهاجرت او شد. در منابع محلی تاریخ شمال ایران نیز نامی از او برده نشده است. گویا پس از خروج از دیلم، به عراق و از آنجا به مکه رفته و پس از حج، به یمن هجرت کرد. پس از این هیچ گزارشی وجود ندارد که نشان دهد ابوالفتح دیلمی با دیلم مکاتبه‌ای کرده باشد.
مهم‌ترین بخش زندگانی ابوالفتح که امروزه شناخته شده است، از هنگامی آغاز می‌شود که او به البون یمن مهاجرت کرد. ابن فند سال ورود ابوالفتح دیلمی به یمن را ۴۳۰ هجری و ابن قاسم آن را ۴۳۷ هجری گزارش کرده‌اند. در این دوره، زیدیان یمن دچار اختلاف‌های داخلی شده و با ظهور جریان حسینیه و دولت اسماعیلی صلیحیان، تضعیف شده بودند. ابوالفتح دیلمی با توجه به «شیوع فسق و تبهکاری»، مردم را به قیام فراخواند و هدف خویش از این دعوت را برپا داشتن قوانین قرآن و سنت، عمل به احکام شرع و گسترش علم، اعلام کرد. وی مبلغان خویش را به مناطق مختلف قسمت علیای یمن فرستاد و دعوت‌نامه‌هایی خطاب به اهالی مناطق مختلف نوشت. پس از مدتی با کمک بنی همدان در لبون به جمع‌آوری لشکر پرداخت و به سوی شهر صعده که پناهگاه فرزندان الهادی الی الحق، اولین امام زیدی یمن بود، تاخت و پس از کشتار و خرابی بسیار، این شهر را به تصرف درآورد. سپس منطقهٔ ظاهر را مسخر کرد و در ذئبین دژ مستحکمی احداث نمود. او توانست زیدیان را متحد کند و حمایت زیدیهٔ شمال یمن را نیز به خود جلب کند.
ابوالفتح در شوال یا ذیقعده ۴۳۷ هجری، به سوی صنعا لشکر کشید و این شهر را نیز تصرف کرد. وی پس از ورود به صنعا و چیرگی یافتن بر خزاین شهر، توانست از جعفر ابن قاسم عیانی، رهبر زیدیان صنعا، بیعت بگیرد. ابوالفتح دو فرزند قاسم بن حسن عیانی را به عنوان نمایندهٔ خود در صنعا تعیین کرد و سعید بن یزید، اهل صحرای صنعا را به مقام قاضی شهر منصوب کرد. ابوالفتح پس از تسلط یافتن بر صنعا، رسماً به عنوان امام شناخته شد و ضمن تعیین مقامات شهر، مالیات اراضی و زکات را جمع‌آوری کرد.
ابوالفتح سپس به ذئبین بازگشت و تا ماه صفر سال بعد در آنجا ماند و در ۴۳۸ هجری از ذئبین به حدان (در پایین وادی السر که سرزمین بنی حشیش بود)، سپس به عُلَب (در جنوب صنعا) رفت و دژ علب را بنیان نهاد. ابوالفتح با رؤسای قبایل عنس مذاکره کرد و ضمن گرفتن بیعت آنان، ۱۰۰ سواره نظام از این قبیله را به خدمت گرفت. تنها قبیلهٔ خولان در اطراف صعده بودند که به علت کشته شدن تعداد زیادی از افراد قبیله‌شان حین نبرد صعده، حاضر به پذیرفتن امامت ابوالفتح دیلمی نشدند.
در شرایطی که رقابت شدیدی میان گروه‌های مختلف قبیله‌ای برای تصرف صنعا وجود داشت، آل ضحاک به رهبری محمد بن قیس بن ضحاک، آل حاشد به رهبری ابن ابی حاشد و قبیلهٔ خولان با فرماندهی ابن ابی الفتوح هر یک به شکلی برای شکست دیلمی تلاش داشتند؛ شاید به همین خاطر بود که ابوالفتح دیلمی با جعفر بن قاسم متحد شد و او را امیر الامرای خود برگزید و یک چهارم مالیات را به او سپرد. با این حال، اتحاد این دو از بین رفت و جعفر بن قاسم با ابن ابی حاشد متحد شده و علیه ابوالفتح دیلمی لشکر کشیدند. ابوالفتح که یحتمل در دژ علب به سر می‌برد، دستور به تخریب خانه‌های بنی حارث و بنی مروان داد. این عمل موجب خشم و نارضایتی ابن ابی الفتوح و ابن ابی حاشد شد و این دو به صنعا رفتند و والیان و کارگزاران ابوالفتح را برچیده و پیروان او را از شهر بیرون راندند و نامش را از خطبه حذف کردند. در پی شورش این دو، ابوالفتح دیلمی از دژ علب خارج شد و به سوی الجوف، البون و عنس بازگشت. جعفر بن قاسم به تعقیب او پرداخت و نبردهای بسیاری بین این دو بر سر تصرف استحکامات نظامی در اثافت و عجیب به وقوع پیوست.
در سال ۴۳۹ هجری، قدرت ابوالفتح دیلمی با ظهور علی بن محمد صلیحی (بنیان‌گذار حکومت اسماعیلی مذهب صلیحیان) رو به افول نهاد؛ زیرا علی صلیحی توانست ناحیهٔ جبل مسار را بگیرد و با قدرت روزافزون خود، مردم را به گرد خود آورد. ابوالفتح از بیم حملهٔ صلیحی میان شهرهای بنی خولان و عنس و ذئبین مدام در حرکت بود تا سرانجام صلیحی بر صنعا و سراسر یمن چیرگی یافت.
ابوالفتح تا پیش از ۴۴۴ هجری، مدتی را به صورت مخفیانه می‌زیست. در ربیع‌الاول ۴۴۴ هجری علی صلیحی توانست صنعا را فتح کند. او ابن ابی حاشد را کشت و زمانی که شنید ابوالفتح دیلمی در شهر عنس حضور دارد، قصد حمله به آن شهر را کرد. ابوالفتح از روی ناچاری به نجاح، حاکم تهامه، نامه‌ای نوشت و او را علیه صلیحی برانگیخت. مکاتبات بین ابوالفتح دیلمی و نجاح منجر به حرکت لشکر انبوهی به سوی صنعا شد ولی برتری از آن صلیحی بود و سرانجام در اواخر ۴۴۴ هجری، صلیحی در شهر عنس با ابوالفتح و گروهی از یارانش به نبرد پرداخت. ابوالفتح و همراهانش در این نبرد کشته شدند. همراهان ابوالفتح در این نبرد حدود هفتاد تن بودند. از دلایل شکست نهایی ابوالفتح دیلمی، می‌توان به اختلافات درون زیدیه میان امیران و حاکمان، نبردهای متعدد و فرسایش لشکریان، عدم انسجام قبیله‌ها و ظهور صلیحیان اشاره کرد.

## مقبره
ابوالفتح دیلمی در محلی به نام نجد الجاح، نزدیک بلاد رداع، به قتل رسید. بنا به گزارش همدانی و جهنی، سر او از بدنش جدا شده و به صنعا برده شد و بدنش را جداگانه در افیق، از توابع عنس، دفن کردند. بعدها فرزند ابوالفتح، به نام محمد بن ناصر، جنازهٔ پدر را به ردمان، از توابع عنس، بُرد. بعدها، در قرن ۱۱ هجری بر مقبره‌اش بنایی ساختند که به «قاع دیلمی» مشهور شد. ابن قاسم در کتاب خود آورده است که قبر ابوالفتح و یارانش در ردمان، در عصر او، مکانی شناخته شده بود.
از تبار ابوالفتح دیلمی، نسلی در یمن به جای مانده بود که به بنو دیلمی مشهور بودند و در ذمار افراد برجسته‌ای از آنان شناخته شده بودند.

## عقاید و آثار
ابوالفتح تألیفاتی داشته که مهم‌ترین آن‌ها، تفسیری بر قرآن در ۴ جزء است. نسخه‌ای خطی از این تفسیر با عنوان البرهان فی تفسیر القرآن در کتابخانه صنعا موجود است و برگی از آن به نام «تفسیر القرآن الکریم» در مجموعه‌ای در کتابخانه برلین نگهداری می‌شود. کتاب دیگری به نام التفسیر الکبیر نیز به او منسوب است که شاید نام دیگری برای البرهان بوده باشد. عبدالله بن احمد شرفی در المصابیح الساطعه الانوار از تفسیر البرهان دیلمی بارها استفاده و نقل قول کرده است.
کتاب العهد الاکید فی تفسیر القرآن المجید کتابی منسوب به ابوالفتح دیلمی است که یحتمل بخشی از تفسیر او بوده است. این کتاب نسخهٔ خطی کوچک‌تری نسبت به البرهان است. احمد پاکتچی دربارهٔ این دو تفسیر می‌گوید: «ابوالفتح ناصر بن حسین دیلمی احیا کنندهٔ امامت زیدی در یمن با تألیف دو تفسیر بزرگ و کوچک، نه تنها روند تفسیرنویسی زیدیان را ادامه داد، بلکه میراث تفسیری شمال ایران را به یمن منتقل کرد… گفته می‌شود که تفسیر ابوالفتح دیلمی دربردارندهٔ نکات ظریف و دقت‌های تدبری شخص مؤلف در قرآن کریم بوده است»
رساله‌ای به نام مسائل قاسم بن العباس وجود دارد که پاسخ ابوالفتح دیلمی به سؤالات فقهی و کلامی شاگردان اوست و نسخه‌ای از آن در موزه بریتانیا وجود دارد. علاوه بر این، متن کامل دعوت‌نامهٔ ابوالفتح دیلمی که مردم یمن را به قیام فراخواند، در الحدائق الوردیه آمده است.
از دیگر آثار منسوب به او، الرسالة المبهجه فی الرد علی الفرقه الضاله المجلجله است که نسخه‌ای از آن در برلین موجود است. این رساله در رد جنبش مطرفیه نوشته شده است؛ اما با توجه به این که از آن در متون جدلی ضد مطرفیه نقلی نشده و مطرح نبودن مطرفیه در زمان حیات دیلمی، در صحت این انتساب تردید است. علاوه بر تألیفات ابوالفتح، نمونه‌هایی از شعرهای منتسب به او در آثار منصوربالله و ابن فند نقل شده است.
مادلونگ، مورخ معاصر، در تحلیل آثار به جای مانده از ابوالفتح دیلمی، می‌نویسد: «دیدگاه‌های ابوالفتح به وضوح نشان‌دهنده تحصیلات او در میان زیدیان طبرستان و دیلمستان بود، اما به نظر می‌رسد که نسبتاً مستقل از مکتب اعتقادی خاصی بوده است. شاید تدریس او تا حدودی زمینه را برای معرفی نظام‌مند عقاید و ادبیات زیدیه دیلمی، در یمنِ عصرِ امامت متوکل احمد بن سلیمان (م. ۵۶۶) و منصور عبدالله بن حمزه (م. ۶۱۴)، آماده کرده بود.»